# Jagdgeschwader 26
26-та винищувальна ескадра «Шлагетер» (нім. Jagdgeschwader 26 (JG 26) «Schlageter») — винищувальна ескадра Люфтваффе за часів Другої світової війни. Отримала свою назву на честь відомого німецького ветерана Першої світової війни і члена Фрайкора Альберта Лео Шлагетера, що був страчений французами в 1923 році за саботаж. JG 26 була однією з двох винищувальних ескадр Люфтваффе, що практично постійно билася на Західному фронтові Другої світової війни.

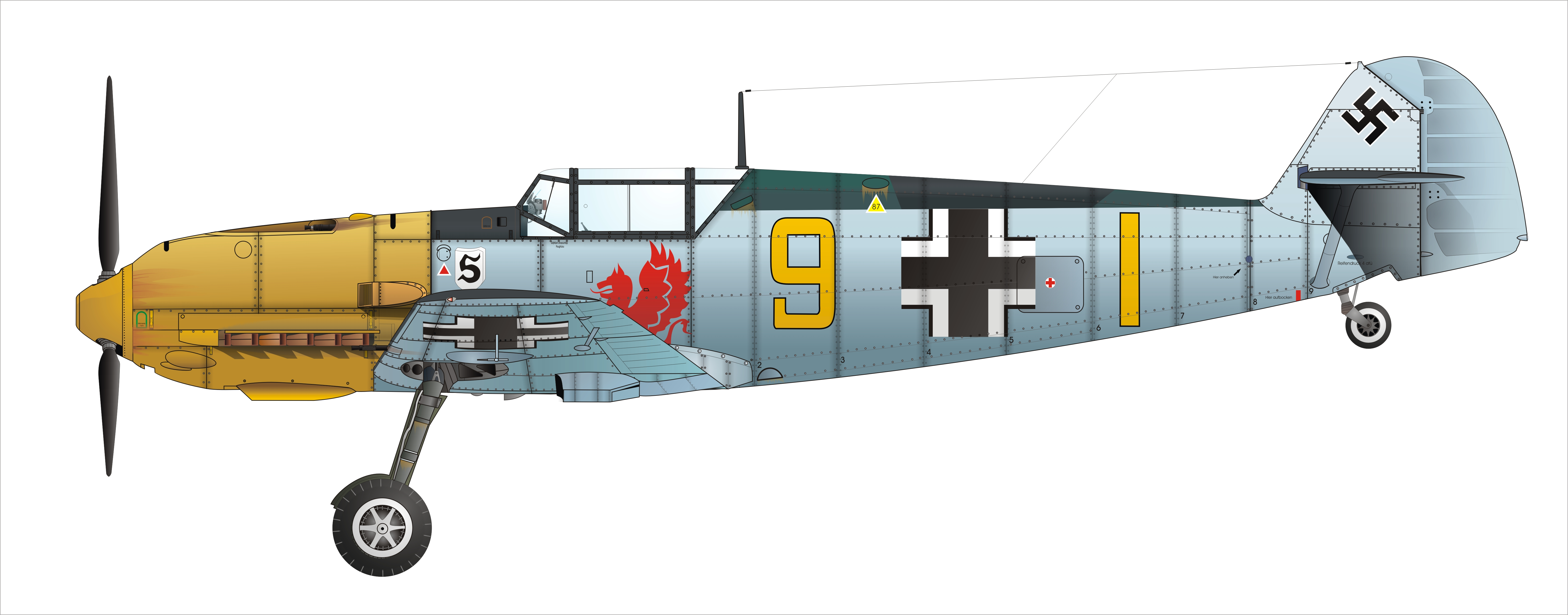
Bf 109 E-3 III./JG 26, Франція, 1940

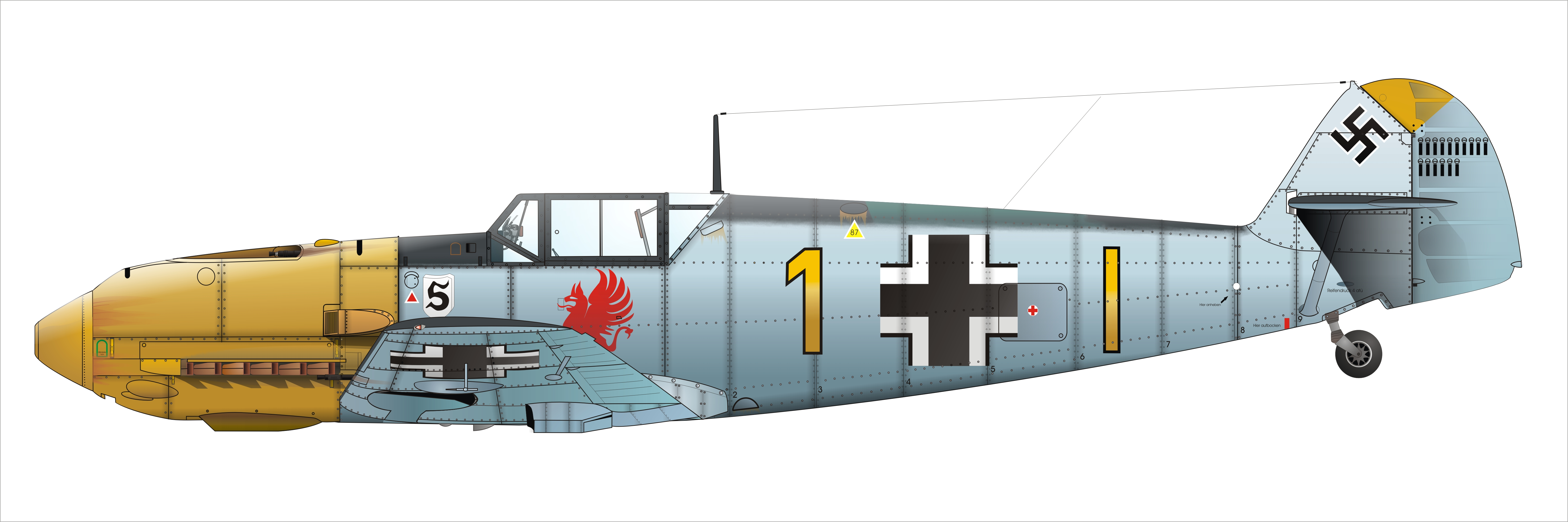
Bf 109 E-4 JG 26

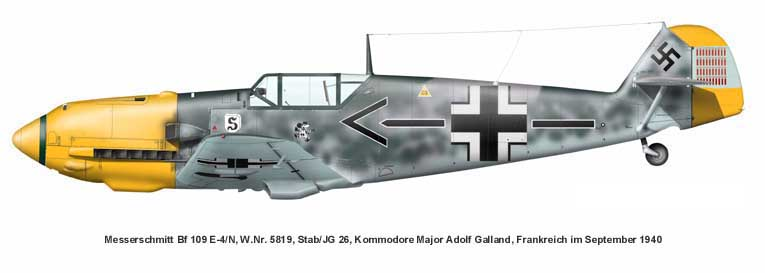
Bf 109 E-4 Адольфа Галланда

Упродовж двох років JG26, маючи не більше 124 винищувачів у своєму складі одночасно, беззаперечно панувала в небі над північною Францією і західною Бельгією. Ескадра билася з літаками західних союзників протягом усієї війни й останній виліт проти англійців здійснила за день до капітуляції Німеччини.

## Історія
26-та винищувальна ескадра заснована 1 травня 1939 року на аеродромах в Одендорфі та Беннінгардті на Нижньому Рейні шляхом формування на основі I й II винищувальних груп 132-ї ескадри відповідно I та II авіагруп нової ескадри. Реструктуризація формувань проводилася в контексті загального реформування авіаційних частин Люфтваффе й переведення їх на нові організаційно-штатні структури.
25 серпня 1939 року I/JG26 передислокувалася на протилежний берег Рейну, в Айфелів ліс. О 10.00 того же дня II/JG26 отримала наказ «не привертаючи уваги» перелетіти з Дюссельдорфа до Беннінгардта, на західний берег Рейну, недалеко від кордону з Нідерландами. Таким чином, початок світової війни застиг частину на польових аеродромах із завданням протиповітряного захисту західних кордонів Рейху.
23 вересня 1939 року у Верлі з окремих підрозділів I та II авіагруп сформована III винищувальна авіаційна група 26-ї ескадри. Спочатку в кожній винищувальній групі було по 3 ескадрильї, проте з 1943 року їхня чисельність збільшилася до чотирьох. 25 лютого 1945 року у Варрельбуші сформована IV група ескадри на базі III групи 54-ї винищувальної ескадри (нім. Jagdgeschwader 54 (JG 54).
На озброєнні ескадра мала найновіші Мессершмітт Bf109E-1, що щойно надійшли на озброєння військово-повітряних сил. Bf109E-1 оснащувався V-подібним двигуном водяного охолодження фірми «Даймлер-Бенц» DB601A потужністю 1100 к.с. Новий двигун, на відміну від попередньої версії Daimler Benz 600, істотно поліпшив характеристики винищувача — максимальна швидкість збільшилася до 550 км/год, а практична стеля до 10 500 м. Єдиним винищувачем, здатним зрівнятися з ним за цими характеристиками на той час, був «Супермарин Спітфайр», який тільки-но був прийнятий на службу в Королівських ВПС. Озброєння Е-1 складалося з чотирьох 7,9-мм кулеметів.

### 1939
1 вересня 1939 року, у перший день Другої світової війни, пілоти JG 26 виконували патрульні завдання та тренувальні вильоти на західних кордонах Рейху. Того ж дня ескадра зазнала першу втрату: унтерофіцер Йозеф Шубауер з 2-ї ескадрильї розбився в ході бойового патрульного вильоту, коли двигун його машини заклинило, і пілот намагався дотягнути до бази в Кельн-Остгеймі.
28 вересня 1939 року ескадра здобула першу перемогу в повітрі та зазнала першу бойову втрату. Лейтенант Йозеф Бюршгенс і його ведений, з 2./JG 26, вилетіли на ескорт розвідника Hs-126 над Саарською областю. У повітряній сутичці з французами офіцер збив один ворожий літак Hawk-75, проте сам був збитий і здійснив вимушену посадку на поле, яке виявилося замінованим.
7 листопада 1939 року на рахунок ескадри записали другу перемогу в період Дивної війни: знаменитий (згодом) лейтенант Й.Мюнхеберг збив над Рейном англійський «Бленхейм», що впав у річку неподалік від Опладена. Усього за час Дивної війни гешвадер записав на свій рахунок 8 збитих ворожих літаків, серед яких було 6 середніх бомбардувальників «Веллінгтон», що були збиті під час нальоту на Вільгельмсгафен. Усі літаки противника були збиті льотчиками JG 26 у вересні-грудні 1939 року.

### 1940
З 10 травня 1940 року, із самого початку Французької кампанії, 26-та винищувальна ескадра брала найактивнішу участь у повітряних боях. Основним літаком ескадри на той час був винищувач Messerschmitt Bf109E-3, нижню носову частину якого у формуванні фарбували в жовтий колір. Для підтримки групи армій «B» виділявся 2-й повітряний флот генерал-полковника А.Кессельрінга. До складу 2-го флоту входили чотири гешвадера — JG3, JG26, JG51 і ZG26. Jagdgeschwader 26 зі своїми власними другою і третьою групою та третьою групою JG3 в підпорядкуванні, діяли в небі Голландії в перебігу декількох перших днів кампанії разом з I/JG26, яка була додана JG51. Протягом усієї кампанії льотчики ескадри билися спочатку над Голландією, здійснюючи авіаційне прикриття повітряного десанту генерала К. Штудента, а згодом билися у повітрі над Бельгією, Дюнкерком, Парижем. II./JG26 удостоїлася честі прикривати з повітря місце переговорів про капітуляцію в Комп'єні.
За весь час ведення кампанії німці записали на свій рахунок 160 французьких та британських літаків, втративши у повітряних сутичках 17 пілотів, загиблими в боях, двох у авіакатастрофах, три потрапили у британський полон і близько десятка отримали поранення. I/JG26 здобула 24 перемоги, II/JG26 — 66, і III/JG26 — 69. Загальний рахунок винищувальної ескадри на той час не був найкращим у порівнянні з JG53, яка здобула 275 перемог, проте JG26 мав один із найкращих показників за всю шеститижневу кампанію. Наступний місяць гешвадер провів у прийомі нових машин і тренуванні нових пілотів..
Після завершення військової кампанії на Заході ескадра повернулася до пунктів постійної дислокації, де з 26 червня по 20 липня підрозділи Jagdgeschwader 26 виконували завдання із захисту від епізодичних атак, які влаштовувало Бомбардувальне командування Королівських ВПС на окремі об'єкти на території континенту. Одночасно проводилося переозброєння винищувачів ескадри на модифікацію Bf109E-4 з авіаційною гарматою та Bf109E-4/N, оснащений удосконаленим двигуном DB601N, потужністю до 1175 к. с. JG26 стала одним з небагатьох формувань військово-повітряних сил, що отримали ці машини, які споживали високооктанове паливо.
21 липня 1940 року, з початком битви за Британію, JG26 отримала наказ перебазуватися на узбережжя Ла-Маншу. Гешвадер прибув у повному складі (121 літак) на французьке узбережжя, де ескадру ввели до штату 2-го повітряного флоту А. Кессельрінга. Три групи зайняли аеродроми на узбережжі Кале; перша в Одамбері, друга — в Маркіз-Ост, і третя — у Кафф'є та з аеродромів цих французьких містечок німецькі пілоти злітали на супровід повітряних армад бомбардувальників, що вирушали на бомбардування Британії.
24 липня 40 винищувачів III/JG26 під командуванням А. Галланда вперше здійснили супроводження своїх бомбардувальників «Дорньє» для атаки британського конвою, що йшов поздовж англійського узбережжя. Раптовий наліт німецької авіації не дав суттєвого результату, британська авіація вилетіла на перехоплення ворога, тому німці відбомбилися по транспортному конвою практично неприцільно. А між винищувачами протиборчих сторін зав'язався запеклий і тривалий бій, й лише через брак палива німецькі льотчики змушені були повернути назад. Бій завершився втратою по 2 винищувачі з кожної сторони.
Поки у Північній Франції йшли приготування сил вторгнення, авіаційні формування Люфтваффе продовжували атакувати британські судна та об'єкти на південно-західному краю острова. З 26 липня до 7 серпня JG26 виконував визначені завдання й втрат у цей час не мав. 1 серпня А. Галланду, командиру 3-ї авіагрупи гешвадера, що здобув на той час 17 перемог у повітрі та значний досвід проведення штурмовок наземних цілій під час боїв в Іспанії та Польщі, вручили Лицарський хрест Залізного хреста; він став першим нагородженим цією вищою відзнакою Третього Рейху в ескадрі.
Після провалу задуму Герінга повітряними бомбардуваннями поставити Англію на коліна розлючений рейхсмаршал познімав із посад багатьох командувачів та командирів Люфтваффе, а на їхні місця призначив більш агресивних та ретельних на його думку молодих офіцерів. Так, командиром 26-ї ескадри став майор А. Галланд, котрий 22 серпня 1940 року був призначений на посаду командира Jagdgeschwader 26.
За час битви над Британськими островами на рахунку авіаційного формування нараховувалось 285 повітряних перемог, із втратою власних 76 винищувачів, 45 пілотів та 29 таких, що потрапили у полон.

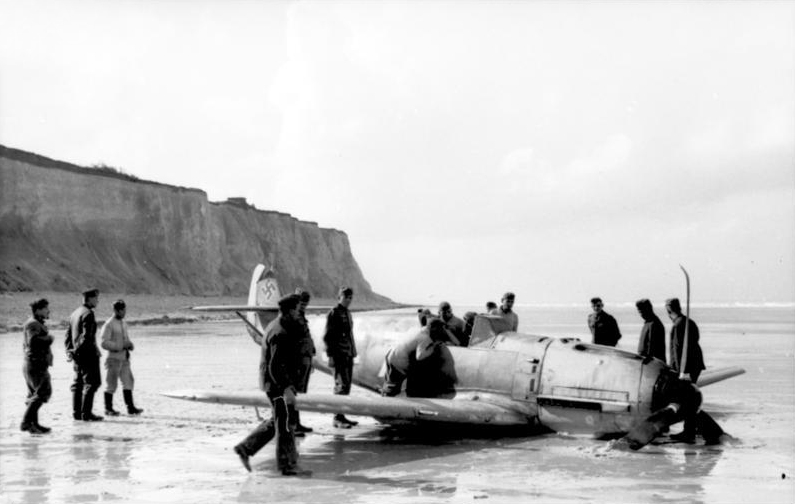
Збитий у битві за Британію німецький Messerschmitt Bf 109 на узбережжі Ла-Маншу. 1940

### 1941
У 1941 році, коли основна маса бойових формувань Люфтваффе була перенацілена на Східний фронт та Середземномор'я, 26-та винищувальна ескадра разом із 2-ю «Ріхтгофен» залишалися єдиними формуваннями ВПС Третього Рейху, що дислокувалися на Заході. Протягом двох наступних років ці ескадри були основними противниками Королівських ВПС Великої Британії у небі над окупованою Європою. У своєму розпорядженні обидва формування мали приблизно по 120 бойових одномоторних винищувачів Messerschmitt Bf 109 марки «E» і «F», що протистояли чимраз більшим хвилям британських, а згодом й американських літаків, котрі намагалися зруйнувати економічний та військовий потенціал нацистської Німеччини та послабити напруженість битв на Сході. Зоною відповідальності обох винищувальних ескадр було усе західне узбережжя й простір над Європою від французько-іспанського кордону до Нідерландів. З наростанням інтенсивності нальотів бомбардувальної авіації союзників на німецькі міста наприкінці 1942 року Люфтваффе збільшило кількість формувань, на які покладалися задачі захисту повітряного простору Третього Рейху.
Протягом 1940–1941 років, під керівництвом А.Галланда, який дуже прискіпливо ставився до підготовки та ведення боїв у повітрі, ескадра ефективно діяла проти противника, маючи мінімальні втрати й завдаючи максимальних втрат британським «Спітфайерам». Наприкінці 1941 року з прийняттям на озброєння авіаційного формування перших найновіших винищувачів Fw190A стала очевидною значна їх суттєва перевага над британськими літаками. Поступово новими літаками насичувались I-а й II-а групи ескадри, однак, у силу різних обставин, до кінця війни підрозділ використовував обидва типи винищувачів.
На кінець 1941 року JG 26 нараховувала понад 900 перемог над ворогом, із початку світової війни, у тому числі близько 400 з травня 1941 року. Водночас 26-та винищувальна ескадра втратила в боях 95 своїх асів (серед яких 34 потрапили у полон). Лідерами в ескадрі були її командир Адольф Галланд (97 перемог), Йоахім Мюнхеберг (62 перемоги) та Йозеф Пріллер (58 перемог).
Наполегливість, відвага, рішучість німецьких асів-винищувачів та їх намагання битися до кінця в повітрі над Європою поступово створили серед екіпажів британської та американської бомбардувальної авіації певне до них ставлення та обережність при проведенні нальотів. Щоразу при вильоті на завдання союзники уважно дивилися в пошуках гостроносих винищувачів із жовтим забарвленням. Через те, що частина підрозділів дислокувалася на аеродромах Аббевіля й при зустрічі з ними, американці надали ним прізвисько «Аббевільські хлопці» та вважали, що вони входять до складу найелітнішої повітряної частини Люфтваффе.
У лютому 1941 року на Середземноморський театрі дій для посилення італійської винищувальної авіації в битві за Мальту зі складу 26-ї ескадри була відправлена 7-ма ескадрилья (7./JG 26) під командуванням гауптмана Й.Мюнхеберга. Підрозділ дислокувався на італійських аеродромах Сицилії, й попри невеликий розмір формування швидко завоював собі їм'я в боях із британськими льотчиками в небі обложеного острова. Незабаром німецькі пілоти вже мали на рахунку 52 збитих літаки противника, не втративши жодного свого Bf-109E. Половину з цих літаків заніс на власний рахунок командир ескадрильї. У квітні 1941 року з початком операції «Ауфмарш 25» німецьких льотчиків 7./JG 26 почали залучати до ведення боїв у небі над Югославією, на підтримку сухопутних військ Вермахту. У червні ескадрилья прикривала з повітря німецький корпус «Африка» генерала Е. Роммеля, що активно бився в Лівії, й незабаром повернулася до Франції.
7 травня 1941 гауптман Й.Мюнхеберг за 43 збитих літаки противника був нагороджений Дубовим листям до Лицарського хреста й італійською медаллю «За військову доблесть».

### 1942

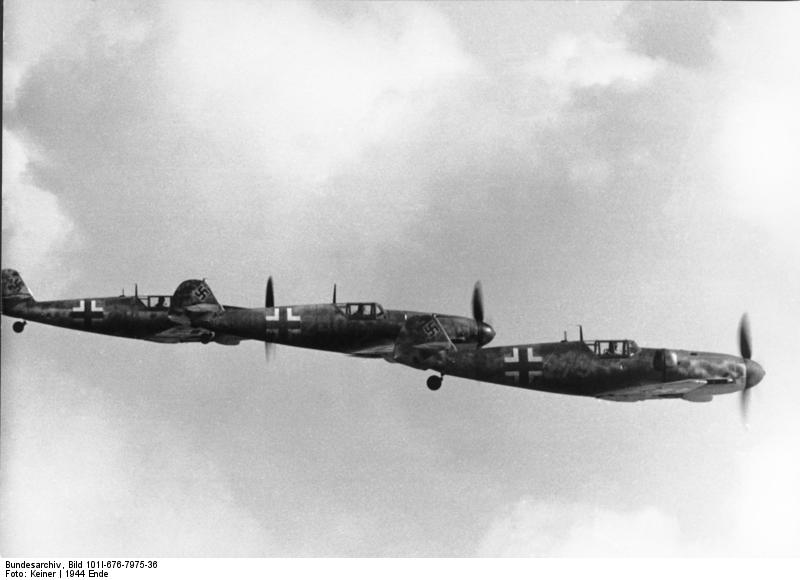
Ланка винищувачів Messerschmitt Bf 109 на польоті. Грудень 1944

19 серпня 1942 року союзне командування здійснило спробу висадки невеликого морського десанту на узбережжя континентальної Європи в районі французького Дьєппа, з метою опробування сил щодо майбутнього масштабного вторгнення союзних армій через Атлантичний вал до Європи. На фоні проведення цієї операції в небі над атлантичним узбережжям Франції розгорнулися найзапекліші битви та змагання за опанування повітряним простором. У ході операції «Ювілей» британське керівництво ВПС визначило ціль — забезпечити повітряне прикриття основних сил вторгнення над акваторією моря та суходолом у районі висадки морського десанту й зірвати усі спроби Люфтваффе перешкоджати діям флоту й армійського компоненту. Для виконання цій амбітної задачі ВПС Великої Британії виділило значний ресурс — п'ятдесят одну ескадрилью винищувачів «Спітфайерів» й «Тайфунів», вісім ескадрилей винищувачів-бомбардувальників «Харрікейн», чотири розвідувальні ескадрильї «Мустангів» Mk I та ще сім ескадронів легких бомбардувальників. На бій із ними німці могли виставити тільки 115 боєздатних винищувачів із 2-ї та 26-ї ескадр; загальне співвідношення сил у повітрі над плацдармом становило 3:1 на користь британців.
Зранку, коли перші хвилі десанту висадилися в морському порту Дьєппа, у повітрі панували союзні літаки, але поступово розпал боїв досяг піку, й німецькі винищувачі буквально нависали над канадськими й британськими морськими десантниками, відчайдушно вступаючи у сутичку з переважаючими силами противника. Й хоча британським ВПС у цілому вдалося перешкоджати бомбардувальній та штурмовій авіації Вермахту завдавати удари по десантові, у повітрі беззаперечно перемогли німецькі ескадри. Союзні повітряні сили втратили за добу боїв 106 літаків різних типів, зокрема 88 винищувачів проти 23 німецьких. JG 2 втратила 14 Fw 190 та 8 льотчиків, JG 26 — відповідно 6 винищувачів з пілотами.
Наприкінці березня 1942 року у складі обох винищувальних ескадр, що здійснювали повітряний захист Рейху, сформовані спеціальні 10-ти ескадрильї винищувачів-бомбардувальників, оснащені новітніми Fw 190 A-3/U3 — 10.(Jabo)/JG 26 й 10.(Jabo)/JG 2 відповідно. Основним призначенням цих підрозділів була боротьба з транспортними засобами британців, що діяли в акваторії Ла-Маншу й прибережній зоні південно-східної Англії. Льотчики цих ескадрилей діяли зазвичай автономно й нападали на судна противника на надмалих висотах на високій швидкості, тому їх перехоплення засобами ППО, у тому числі винищувачами-перехоплювачами, було надзвичайно складною справою. 31 жовтня 1942 року англійське місто на крайньому сході країни Кентербері зазнало стрімкої та несамовитої атаки з часів битви за Британію, коли близько 60 Fw 190 одночасно звалилися на місто. Унаслідок атаки загинуло 32 особи, ще 116 дістали поранень. Німці втратили один Fw 190. Британці намагалися протистояти таким раптовим нальотам, проте нічого крім постійного патрулювання «Тайфунів» та оснащених новими двигунами марки «Гріффон» «Спітфайерів» Mk XII, вони запропонувати не могли. Але частіше за все, патрулювання у повітрі було марним. Однак, із плином часу, британські перехоплювачі навчилися діяти більш активно та результативно, і вже 20 січня 1943 року під час чергового рейду німецьких «Jabo» на Лондон, вони знищили 8 винищувачів JG 26 із 90, що здійснювали наліт.

### 1943
У лютому 1943 року 10.(Jabo)/JG 26 стало 10.(Jabo)/JG 54, однак продовжувало діяти під загальним керівництвом свого попереднього командування JG 26. У квітні 1943 усі ескадрильї, оснащені «Jabo» об'єднали в IV-у авіаційну групу 10-ї ескадри швидкісних бомбардувальників (SKG 10) й перенацілили на здійснення нічних рейдів на цілі у південній Англії.
З появою у небі Німеччини повітряних армад американської 8-ї авіаційної армії, характер ведення бойових дій німецьких пілотів ескадри кардинально змінився. Якщо раніше німці й британці в основному вели поодинокі бої або зрідка здійснювали незначні за масштабом рейди бомбардувальної авіації на поблизькі об'єкти ворога й, або прикривали угруповання, або навпаки боролися з ним, тепер німецьким льотчикам довелося битися з армадами, що налічували кількасот американських важких бомбардувальників B-17 «Летюча фортеця» версіями «E» і «F» та B-24D «Ліберейтор». Бої в основному розгорталися на висоті вище за 25 000 футів над містами, заводами та іншими важливими об'єктами Третього Рейху. Поступово тактика боїв між американськими бомбардувальниками, що йшли без прикриття, та німецькими винищувачами змінювалася. Німці з'ясували, що важкі бомбардувальники найуразливіші в передній фронтальній площині й навчилися користатися цим, завдаючи важких втрат американським формуванням під час нальоту.
Наприкінці січня 1943 року в рамках ротації формувань винищувальної авіації Люфтваффе з Франції до північного сектору німецько-радянського фронту була передислокована група I./JG 26 під командуванням майора Йоханнеса Зейферта, й ескадрилья 7./JG 26 (командир гауптман Клаус Митуш), що змінила частину 54-ї винищувальної ескадри «Зелені серця». Однак, вже в червні I./JG 26 повернулася на Західний фронт, а через місяць й 7./JG 26. За нетривалий час перебування на Східному фронті німецькі пілоти ескадри збили 199 радянських літаків та втратили своїх 11 власних пілотів.

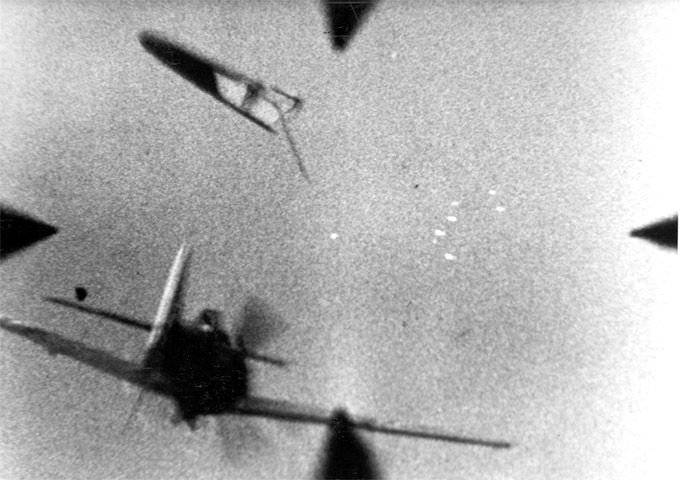
Збитий у повітряному бою німецький Fw 190. 1944

### 1944
Зранку 6 червня 1944 року розпочалася наймасштабніша у військовій історії висадка морського десанту на узбережжя Нормандії. Пара винищувачів 26-ї ескадри, її командир оберстлейтенант Й.Пріллер з веденим фельдфебелем Г.Водарчуком пролітали понад морським портом Гавра й зненацька побачили армаду морських суден, бойових кораблів та десантно-висадочних засобів біля французького узбережжя. Пара винищувачів на високій швидкості пронеслася над плацдармами «Сорд», розстрілюючи з повітря морський десант. 26-та разом із 2-ю винищувальною ескадрами зробила левову роботу зі 172 літако-вильотів, що здійснили винищувачі Люфтваффе в «День Д». Для порівняння союзна авіація здійснила того ж дня 14 000 вильотів на підтримку висадки військ.

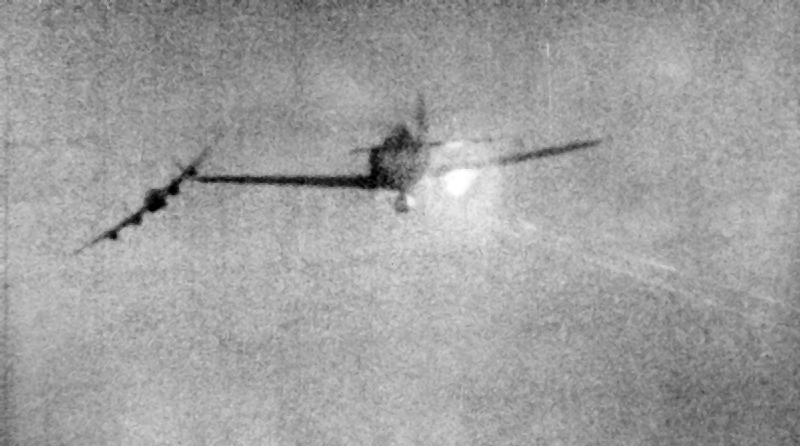
Збитий американським винищувачем P-51 «Мустанг» Mark III німецький Fw 190D II./JG26 при спробі атакувати британський важкий бомбардувальник «Авро Ланкастер» поблизу Кельна. Жовтень 1944

Протягом літа 1944 року командування військово-повітряних сил Німеччини кидало все більше своїх винищувачів на боротьбу з силами вторгнення на Західному фронті на посилення JG 2 та JG 26. У цілому близько 20 авіаційних груп винищувальної авіації зосередилося у Франції й незабаром вони були об'єднані у 5-ту винищувальну дивізію Люфтваффе. 26-та ескадра здійснювала безліч літако-вильотів на підтримку своїх сухопутних військ, що намагалися скинути союзників у море. Однак, на фоні значної переваги в силах, безперервній участі в боях, втомі, усі ці фактори незабаром дали собі знати, ескадра втрачала все більше льотчиків і літаків. Наприкінці серпня в лавах формування залишилися одиниці бойових досвідчених пілотів-експертів, на заміну ним прибували молоді пілоти, котрі мали лише 180 годин нальоту в навчальних підрозділах. Відповідно й рівень бойової ефективності ескадри падав; за липень формування збило 30 літаків супротивника, водночас втратила 20 пілотів загиблими й 16 пораненими. За серпень німецька ескадра отримала на свій рахунок 76 збитих ворожих літаків, втрати: 40 загиблих пілотів у боях й ще 6 в авіакатастрофах, плюс 20 поранені.
29 серпня 1944 року 26-та винищувальна ескадра була відведена з території Франції й на короткий термін дислокувалася на північний аеродром Брюсселя. у строю авіаційного формування було тільки 56 боєздатних літаків. У вересні союзники розпочали наймасштабнішу в історії повітрянодесантну операцію з одночасним наступом сухопутного компоненту — операцію «Маркет-Гарден». Усі сили винищувальної авіації, що малася у розпорядженні командування Люфтваффе на цьому напрямку війни, були кинути на протидію просуванню союзних військ. Однак, спроби зірвати висадку повітряного десанту були зірвані переважаючими силами англо-американських ВПС. У повітряних боях над Голландією загинув найстаріший член ескадри, що служив ще з 1938 року, командир III/JG 26 майор Клаус Митуш.
У листопаді 1944 року II-а група ескадри була переозброєна на новітні FW 190 D-9 «Dora».

### 1945
1 січня 1945 року JG 26 на чолі зі своїм командиром оберстом Й.Пріллером взяла участь в операції «Боденплатте» — повітряній наступальній операції повітряних сил Третього Рейху, що провадилася з метою знищення літаків союзної авіації на аеродромах визволених країн Західної Європи та завоювання панування в повітрі в контексті застійної стадії битви в Арденнах. 60 винищувачів FW 190 D I/JG 26 та підпорядкованої III/JG 54 одночасно атакували аеродром британських ВПС у бельгійському Грімбергені, де нападом з повітря знищили 5 бомбардувальників та один винищувач «Мустанг», а також різнорідні транспортні засоби британців й майно. Однак, у ході операції 24 літаки німецького угруповання не повернулися додому, половина з яких постраждала від дружнього вогню власних зенітних засобів Люфтваффе. II. та III./JG 26 тим часом штурмували власну попередню авіабазу в Брюсселі в Евері, де дислокувалося 127-ме авіакрило канадських ВПС на «Спітфайерах». Ціною втрати власних 17 винищувачів, німці знищили або серйозно пошкодили 11 канадських винищувачів. Й в цілому операція стала німецькому командуванню у високу ціну: з 900 винищувачів вони втратили третину, що не повернулися на свої аеродроми.
З початку й до капітуляції нацистської Німеччини 26-та винищувальна ескадра виконувала свій обов'язок, прикриваючи німецькі війська, що билися в північному секторі Західного фронту. Більшість боїв у повітрі німецькі пілоти провели проти британських та канадських льотчиків. Попри катастрофічний стан справ із пальним для винищувачів, ремкомплектом для відновлення пошкодженої техніки та загальною обстановкою в цілому, німецькі пілоти продовжували здійснювати вильоти на переважаючі сили ворога, й боролися до останнього.
За шість років бойових дій у Другій світовій війни 26-та винищувальна ескадра «Шлагетер» записала на свій рахунок приблизно 2700 збитих літаків противника, втративши 763 пілоти (631 у боях, 132 — в авіаційних катастрофах), ще 67 були збиті та потрапили у полон.

## Командування

### Командири
- Оберст Едуард Ріттер фон Шляйх (нім. Eduard Ritter von Schleich) (1 травня — 9 грудня 1939)[а 7]
- Майор Ганс-Гуго Вітт (нім. Hans-Hugo Witt) (14 грудня 1939 — 23 червня 1940)
- Майор Готтардт Гендрік (нім. Gotthardt Handrick) (23 червня — 21 серпня 1940)
- Оберстлейтенант Адольф Галланд (нім. Adolf Galland) (22 серпня 1940 — 5 грудня 1941)
- Майор Герхард Шепфель (нім. Gerhard Schöpfel) (5 грудня 1941 — 10 січня 1943)
- Оберстлейтенант Йозеф Пріллер (нім. Josef Priller) (11 січня 1943 — 27 січня 1945)
- Майор Франц Гетц (нім. Franz Götz) (28 січня — 8 травня 1945)

## Основні райони базуванняштабу26-ї винищувальної ескадри[13]
| Час                                 | Місто               | Підпорядкування | Основний літак |
| ----------------------------------- | ------------------- | --------------- | -------------- |
| 1 травня — 26 серпня 1939           | Дюссельдорф         | —               | Bf 109E        |
| 26 серпня — 1 листопада 1939        | Одендорф            | —               | Bf 109E        |
| 1 листопада 1939 — 13 травня 1940   | Дортмунд            | —               | Bf 109E        |
| 13—18 травня 1940                   | Менхенгладбах       | —               | Bf 109E        |
| 18—25 травня 1940                   | Ниргеспен/Ланден    | —               | Bf 109E        |
| 25 травня — 4 червня 1940           | Кювекемпс           | —               | Bf 109E        |
| 4—5 червня 1940                     | Ле-Туке-Парі-Плаж   | —               | Bf 109E        |
| 5—13 червня 1940                    | Екюїр               | —               | Bf 109E        |
| 13—16 червня 1940                   | Морньї/Безю-ла-Форе | —               | Bf 109E        |
| 17—23 червня 1940                   | Велізі-Віллакубле   | —               | Bf 109E        |
| 23 червня — 30 липня 1940           | Дортмунд            | —               | Bf 109E        |
| 30 липня — 7 грудня 1940            | Одамбер             | —               | Bf 109E        |
| 7 грудня 1940 — 9 лютого 1941       | Аббевіль            | —               | Bf 109E        |
| 9 лютого — 4 квітня 1941            | Дюссельдорф         | —               | Bf 109F        |
| 4 квітня — 1 червня 1941            | Брест-Бретань       | —               | Bf 109F        |
| 1 червня 1941 — 1 червня 1942       | Одамбер             | Jafü 2          | Bf 109F/Fw190A |
| 1 червня 1942 — січень 1943         | Сент-Омер/Візерн    | Jafü 2          | Fw190A         |
| Січень — 2 серпня 1943              | Вандевіль           | —               | Fw190A         |
| 2 серпня — 8 вересня 1943           | Схіпгол             | —               | Fw190A         |
| 8 вересня 1943 — 6 червня 1944      | Лілль-Норд          | —               | Fw190A         |
| 6—20 червня 1944                    | Пуа-дю-Нор          | —               | Fw190A         |
| 20 червня — 27 липня 1944           | Шомонт-ан-Вексен    | —               | Fw190A         |
| 27 липня — 16 серпня 1944           | Рамбує              | —               | Fw190A         |
| 16—22 серпня 1944                   | Шомонт-ан-Вексен    | —               | Fw190A         |
| 22—29 серпня 1944                   | Валансьєнн          | —               | Fw190A         |
| 29 серпня — 3 вересня 1944          | Брюссель-Норд       | —               | Fw190A         |
| 3 вересня — 29 жовтня 1944          | Крефельд            | —               | Fw190A         |
| 29 жовтня — 24 листопада 1944       | Грефен              | —               | Fw 190A/D      |
| 24 листопада 1944 — 25 березня 1945 | Фюрстенау           | —               | Fw 190A/D      |
| 25 березня — 3 квітня 1945          | Дропе               | —               | Fw 190D        |
| 3—5 квітня 1945                     | Дельменгорст        | —               | Fw 190D        |
| 5—7 квітня 1945                     | Гюштадт             | —               | Fw 190D        |
| 7—28 квітня 1945                    | Ютерзен             | —               | Fw 190D        |
| 28 квітня — 3 травня 1945           | Кляйн-Куммерфельд   | —               | Fw 190D        |
| 3—8 травня 1945                     | Фленсбург           | —               | Fw 190D        |

## Бойовий склад 26-ї винищувальної ескадри
1-ша винищувальна група 26-ї винищувальної ескадри «Шлагетер» (I./JG26)
1-ша винищувальна група 26-ї винищувальної ескадри «Шлагетер» (I./JG26) сформована 1 травня 1939 року у Кельн-Остгеймі шляхом переформування I./JG132; її штаб й ескадрильї отримали відповідну нумерацію. На озброєнні авіаційної групи на той час основними літаками були одномоторні винищувачі Messerschmitt Bf 109 E-1 та E-3. 4-та ескадрилья сформована у складі групи 21 вересня 1943 року на базі 8./JG26. 4./JG26 розформована 15 лютого 1945.

### Райони бойових дій та дислокаціїI./JG26
| 1 травня — 2 листопада 1939         | Кельн-Остгейм      | Bf 109E        |
| 26 серпня — 1 листопада 1939        | Одендорф           | Bf 109E        |
| 1 листопада 1939 — 10 лютого 1940   | Дортмунд           | Bf 109E        |
| 10 лютого — 14 травня 1940          | Беннінгардт        | Bf 109E        |
| 15—22 травня 1940                   | Ейндговен          | Bf 109E        |
| 23 травня — 1 червня 1940           | Антверпен          | Bf 109E        |
| 2—3 червня 1940                     | Ш'євр              | Bf 109E        |
| 3—4 червня 1940                     | Етапль             | Bf 109E        |
| 5—10 червня 1940                    | Еден/Аравен        | Bf 109E        |
| 11—15 червня 1940                   | Самуссі/Лан        | Bf 109E        |
| 16—19 червня 1940                   | Сен-Ремі-ла-Ванн   | Bf 109E        |
| 20—22 червня 1940                   | Невер              | Bf 109E        |
| 23—26 червня 1940                   | Ліон               | Bf 109E        |
| 26 червня — 14 липня 1940           | Беннінгардт        | Bf 109E        |
| 15 липня — 7 грудня 1940            | Одамбер            | Bf 109E        |
| 7 грудня 1940 — 9 лютого 1941       | Кресі-ан-Понтьє    | Bf 109E        |
| 9 лютого — 1 квітня 1941            | Дортмунд           | Bf 109E        |
| 1 квітня — 1 червня 1941            | «Бретань»          | Bf 109E        |
| 1 червня — 17 листопада 1941        | Сент-Омер/Клермаре | Bf 109 E/F     |
| 17 листопада 1941 — 22 січня 1943   | Сент-Омер/Арк      | Bf 109F/Fw190A |
| 22 січня — 15 лютого 1943           | Гайлігенбайль      | Fw190A         |
| 15 лютого — ? лютого 1943           | Рябиці (Ільмень)   | Fw190A         |
| Лютий — березень 1943               | Дно                | Fw190A         |
| Березень — травень 1943             | Шаталово           | Fw190A         |
| Травень 1943                        | Осиновка           | Fw190A         |
| Травень — 6 червня 1943             | Орел, Смоленськ    | Fw190A         |
| 7—10 червня 1943                    | Райне              | Fw190A         |
| 10—23 червня 1943                   | Пуа-дю-Нор         | Fw190A         |
| 23 червня — 12 липня 1943           | Райне              | Fw190A         |
| 12 липня — 25 листопада 1943        | Грімберген         | Fw190A         |
| 25 листопада 1943 — 6 квітня 1944   | Флорен             | Fw190A         |
| 6 квітня — 6 червня 1944            | Вандевіль          | Fw190A         |
| 6 червня — 29 липня 1944            | Шомонт-ан-Вексен   | Fw190A         |
| 29 липня — 16 серпня 1944           | Ле-Менюль          | Fw190A         |
| 16—21 серпня 1944                   | Шомонт-ан-Вексен   | Fw190A         |
| 21—29 серпня 1944                   | Вітрі-ан-Артуа     | Fw190A         |
| 29 серпня — 3 вересня 1944          | Грімберген         | Fw190A         |
| 3 вересня — 29 жовтня 1944          | Крефельд-Лінн      | FW-190A/D      |
| 29 жовтня — 24 листопада 1944       | Грефен             | FW-190A/D      |
| 24 листопада 1944 — 25 березня 1945 | Фюрстенау          | FW-190A/D      |
| 25 березня — 2 квітня 1945          | Дропе              | Fw 190D        |
| 2—5 квітня 1945                     | Дельменгорст       | Fw 190D        |
| 5—7 квітня 1945                     | Гюштадт            | Fw 190D        |
| 7—13 квітня 1945                    | Штаде/Ютерзен      | Fw 190D        |
| 13—22 квітня 1945                   | Сюльте             | Fw 190D        |
| 22 квітня — 2 травня 1945           | Гайдмюле           | Fw 190D        |
| 2—8 травня 1945                     | Фленсбург          | Fw 190D        |

### КомандириI./JG26
| Майор    | Готтардт Гендрік | 1 травня 1939 — 24 червня 1940  | Призначений командиром JG26                                   |
| Гауптман | Курт Фішер       | 24 червня — 21 серпня 1940      |                                                               |
| Гауптман | Рольф Пінгель    | 22 серпня 1940 — 10 липня 1941  | Потрапив у полон                                              |
| Майор    | Йоханнес Зайферт | 10 липня 1941 — 31 травня 1943  | Призначений начальником німецької військової місії в Болгарії |
| Гауптман | Фріц Лозігкайт   | 1—22 червня 1943                | Призначений командиром III./JG51                              |
| Гауптман | Карл Борріс      | 23 червня 1943 — 14 травня 1944 | Поранений                                                     |
| Гауптман | Герман Штайгер   | 15 травня — 31 липня 1944       | Призначений командиром II./JG1                                |
| Майор    | Карл Борріс      | 1 серпня 1944 — 7 травня 1945   |                                                               |

2-га винищувальна група 26-ї винищувальної ескадри «Шлагетер» (II./JG26)
2-га винищувальна група 26-ї винищувальної ескадри «Шлагетер» (II./JG26) сформована 1 травня 1939 року у Дюссельдорфі шляхом переформування II./JG132; її штаб й ескадрильї отримали відповідну нумерацію (4./JG26 з 4./JG132; 5./JG26 з 5./JG132; 6./JG26 з 6./JG132). На озброєнні авіаційної групи на той час основними літаками були одномоторні винищувачі Messerschmitt Bf 109 E-1 та E-3. 1 жовтня 1943 група доповнена 4-ю ескадрильєю (відповідно група мала 5., 6., 7. й 8.-й штафелі). 15 лютого 1945 8./JG26 розформована.

### Райони бойових дій та дислокаціїII./JG26
| 1 травня — 25 серпня 1939           | Дюссельдорф               | Bf 109E        |
| 25 серпня — 1 листопада 1939        | Беннінгардт               | Bf 109E        |
| 1 листопада 1939 — 27 січня 1940    | Верль                     | Bf 109E        |
| 27 січня — 12 травня 1940           | Дортмунд                  | Bf 109E        |
| 13—17 травня 1940                   | Юрдінген                  | Bf 109E        |
| 18—27 травня 1940                   | Ниргеспен/Ланден          | Bf 109E        |
| 28 травня — 3 червня 1940           | Ш'євр                     | Bf 109E        |
| 3—4 червня 1940                     | Ле-Туке-Парі-Плаж         | Bf 109E        |
| 5—12 червня 1940                    | Екюїр/Буажан              | Bf 109E        |
| 13—16 червня 1940                   | Морньї/Безю-ла-Форе       | Bf 109E        |
| 17—21 червня 1940                   | Велізі-Віллакубле         | Bf 109E        |
| 22 червня — 20 липня 1940           | Дортмунд                  | Bf 109E        |
| 21 липня — 7 грудня 1940            | Маркіз                    | Bf 109E        |
| 7 грудня 1940 — 9 лютого 1941       | Аббвіль/Грамон            | Bf 109E        |
| 9 лютого — 3 квітня 1941            | Дюссельдорф               | Bf 109E        |
| 3 квітня — 1 червня 1941            | Морле                     | Bf 109E        |
| 1 червня — 1 липня 1941             | Малдегем                  | Bf 109E        |
| 1 липня — 15 жовтня 1941            | Мурселе                   | Bf 109F/Fw190A |
| 15 жовтня — 22 грудня 1941          | Вевельгем                 | Fw190A         |
| 22 грудня 1941 — 8 січня 1943       | Аббвіль/Дрюка             | Fw190A/Bf 109G |
| 8 січня — 28 липня 1943             | Вітрі-ан-Артуа            | Fw190A/Bf 109G |
| 28 липня — 6 серпня 1943            | Деелен                    | Fw190A         |
| 6—15 серпня 1943                    | Волкель                   | Fw190A         |
| 15 серпня — 3 жовтня 1943           | Бове/Тільє                | Fw190A         |
| 3 жовтня 1943 — 17 березня 1944     | Камбре/Епінуа             | Fw190A         |
| 17 березня — 17 квітня 1944         | Камбре-Південь            | Fw190A         |
| 17—25 квітня 1944                   | Казо                      | Fw190A         |
| 25 квітня — 17 травня 1944          | Камбре-Південь            | Fw190A         |
| 17 травня — 6 червня 1944           | Мон-де-Марсан             | Fw190A         |
| 6 червня — 20 липня 1944            | Гіянкур                   | Fw190A         |
| 20 липня — 12 серпня 1944           | Рейнсехлен (Шнефердінген) | Fw190A         |
| 12—13 серпня 1944                   | Гіянкур                   | Fw190A         |
| 13—29 серпня 1944                   | Мон-ан-Шоссе              | Fw190A         |
| 29 серпня — 3 вересня 1944          | Мелсброк                  | Fw190A         |
| 3 вересня — 22 листопада 1944       | Кірххелен                 | Fw190A         |
| 22 листопада 1944 — 25 березня 1945 | Нордгорн                  | FW-190A/D      |
| 25 березня — 6 квітня 1945          | Целле                     | FW-190D        |
| 6 квітня — 1 травня 1945            | Ютерзен                   | FW-190D        |
| 1—2 травня 1945                     | Ноймюнстер                | FW-190D        |
| 2—8 травня 1945                     | Гузум                     | FW-190D        |

### КомандириII./JG26
| Гауптман        | Вернер Пальм                | 1 травня — 17 червня 1939          | Призначений командиром JG26 |
| Гауптман        | Гервіг Кнюппель             | 24 червня — 19 травня 1940         | 19 травня 1940 року загинув у повітряному бою на Bf-109E-3 (WNr. 1542) з «харрікейнами» в районі Лілля                                                     |
| Гауптман        | Карл Еббігхаузен            | 20 — 31 травня 1940                | командир 4./JG26 |
| гауптман        | Еріх Ноак                   | 1 червня — 24 липня 1940           | 24 липня 1940 року на літаку Bf-109E-1 розбився при спробі посадити винищувач на аеродром Маркіз-Ост після повернення з бойового завдання з району Дувра   |
| гауптман        | Карл Еббігхаузен            | 25 липня — 16 серпня 1940          | 16 серпня 1940 року на літаку Bf-109E-4 загинув у повітряному бою зі «спітфайерами» в районі 10 км на південний схід від Дувра                             |
| гауптман        | Еріх Боде                   | 17 серпня — 3 жовтня 1940          | |
| гауптман        | Вальтер Адольф              | 4 жовтня 1940 — 18 вересня 1941    | 18 вересня 1941 року на літаку Fw-190 A-1 загинув у повітряній сутичці з англійськими льотчиками в районі Остенде                                          |
| гауптман        | Йоахім Мюнхеберг            | 19 вересня 1941 — 21 липня 1942    | Призначений до штабної ланки ескадри JG51 |
| гауптман        | Конні Майер                 | 22 липня 1942 — 2 січня 1943       | |
| майор           | Вільгельм-Фердинанд Галланд | 2 січня — 17 серпня 1943           | 17 серпня 1943 року загинув у повітряному бою під час нальоту американських «Летучих фортець» на Швайнфурт і Регенсбург. Імовірно збитий P-47 «Тандерболт» |
| гауптман        | Йоганнес Нойманн            | 18 серпня — 8 вересня 1943         | |
| оберстлейтенант | Йоханнес Зайферт            | 9 вересня — 25 листопада 1943      | 25 листопада 1943 року загинув у повітряному бою у наслідок зіткнення з американським P-38 «Лайтнінг»                                                      |
| майор           | Вільгельм Гет               | 26 листопада 1943 — 1 березня 1944 | |
| гауптман        | Йоганнес Нойманн            | 2 березня — 28 червня 1944         | |
| гауптман        | Еміль Ланг                  | 29 червня — 3 вересня 1944         | 3 вересня 1944 року загинув у бою, коли його винищувач Fw 190 A-8 після атаки Р-51 «Мустанг» вдарився о ґрунт поблизу Овергеспена                          |
| Гауптман        | Георг Петер Едер            | 4 вересня — 8 жовтня 1944          | Призначений командиром 1./Kdo Nowotny |
| майор           | Антон Гакль                 | 9 жовтня 1944 — 29 січня 1945      | Призначений командиром JG300 |
| оберстлейтенант | Вальдемар Раденер           | 30 січня — 22 лютого 1945          | Призначений командиром II./JG300 |
| гауптман        | Пауль Шаудер                | 23 лютого — 1 травня 1945          | |

3-тя винищувальна група 26-ї винищувальної ескадри «Шлагетер» (III./JG26)
3-тя винищувальна група 26-ї винищувальної ескадри «Шлагетер» (III./JG26) сформована 23 вересня 1939 року у Верлі на основі I./JG26 та II./JG26 група ескадри. 1 листопада 1939 в Ессені сформований її штаб. Відповідно 7./JG26 — пілоти та наземний персонал з 2./JG26; 8./JG26 — практично весь особовий склад з 4./JG26, 9./JG26 — на базі II./ZG26. Комплектування та формування групи тривало до 30 вересня 1939 року. 21 вересня 1943 року колишня 8./JG26 перейменована на 4./JG26.
1 жовтня 1943 року III група доповнена 4-ю ескадрильєю (відповідно група мала 9., 10., 11. й 12.-й штафелі).
20 березня 1945 III./JG26 розформована.

### Райони бойових дій та дислокаціїIII./JG26
| 23 вересня — 1 листопада 1939     | Верль                | Bf 109E           | |
| 1 листопада 1939 — 13 травня 1940 | Ессен                | Bf 109E           | |
| 14—16 травня 1940                 | Менхенгладбах        | Bf 109E           | |
| 17—18 травня 1940                 | Пер                  | Bf 109E           | |
| 19—26 травня 1940                 | Бовешен              | Bf 109E           | |
| 27 травня — 3 червня 1940         | Ш'євр                | Bf 109E           | |
| 4—12 червня 1940                  | Капелле-ан-ден-Ейсел | Bf 109E           | |
| 13—16 червня 1940                 | Ле-Тійє-ан-Вексен    | Bf 109E           | |
| 17—21 червня 1940                 | Велізі-Віллакубле    | Bf 109E           | |
| 22—30 червня 1940                 | Менхенгладбах        | Bf 109E           | |
| 1—21 липня 1940                   | Деберіц              | Bf 109E           | |
| 21 липня — 10 листопада 1940      | Кафф'є               | Bf 109E           | |
| 10 листопада 1940 — 9 лютого 1941 | Аббвіль/Дрюка        | Bf 109E           | |
| 9 лютого — 1 квітня 1941          | Бонн-Гангелар        | Bf-109E/F         | 9 лютого 1941 року 7./JG26 (Bf-109E) переведена до Північної Африки. Базувалася в Джела (з 9 лютого до 6 квітня 1941, в Таранто з 6 до 8 квітня, знову в Джела з 8 квітня до 31 травня, в Молаой (Греція) з 31 травня до 14 червня 1941, в Ель-Газала (Італійська Лівія) з 14 червня до 24 вересня 1941. З 25 вересня 1941 7-ма ескадрилья повернулася до Лігескурт (фр. Liegescourt), до приєдналася до решти групи III./JG26, й переозброїлася на Bf-109F. |
| 1 квітня — 1 червня 1941          | Сен-Бріє             | Bf-109F           | 9 лютого 1941 року 7./JG26 (Bf-109E) переведена до Північної Африки. Базувалася в Джела (з 9 лютого до 6 квітня 1941, в Таранто з 6 до 8 квітня, знову в Джела з 8 квітня до 31 травня, в Молаой (Греція) з 31 травня до 14 червня 1941, в Ель-Газала (Італійська Лівія) з 14 червня до 24 вересня 1941. З 25 вересня 1941 7-ма ескадрилья повернулася до Лігескурт (фр. Liegescourt), до приєдналася до решти групи III./JG26, й переозброїлася на Bf-109F. |
| 1 червня — 19 жовтня 1941         | Лігескурт            | Bf-109F           | 9 лютого 1941 року 7./JG26 (Bf-109E) переведена до Північної Африки. Базувалася в Джела (з 9 лютого до 6 квітня 1941, в Таранто з 6 до 8 квітня, знову в Джела з 8 квітня до 31 травня, в Молаой (Греція) з 31 травня до 14 червня 1941, в Ель-Газала (Італійська Лівія) з 14 червня до 24 вересня 1941. З 25 вересня 1941 7-ма ескадрилья повернулася до Лігескурт (фр. Liegescourt), до приєдналася до решти групи III./JG26, й переозброїлася на Bf-109F. |
| 19 жовтня 1941 — 7 квітня 1942    | Кокель               | Bf-109F/FW-190A   | |
| 7 квітня 1942 — 14 травня 1943    | Вевельгем            | FW-190A/Bf-109G   | 7./JG26 з 17.02.43 по 07.43 перебувала у підпорядкуванні JG54, що билася на Східному фронті. 17.02.43 вона передислокувалася з Франції й 28.02.43 прибула до Красногвардейська, де билася до липня 1943, коли повернулася до складу III./JG26. На час перебування 7./JG26 на півночі Росії, 4./JG54 підкорялася JG26. |
| 14 травня — червень 1943          | Лілль-Норд           | Bf-109G           | 7./JG26 з 17.02.43 по 07.43 перебувала у підпорядкуванні JG54, що билася на Східному фронті. 17.02.43 вона передислокувалася з Франції й 28.02.43 прибула до Красногвардейська, де билася до липня 1943, коли повернулася до складу III./JG26. На час перебування 7./JG26 на півночі Росії, 4./JG54 підкорялася JG26. |
| Червень — серпень 1943            | Нордгольц            | Bf-109G           | 7./JG26 з 17.02.43 по 07.43 перебувала у підпорядкуванні JG54, що билася на Східному фронті. 17.02.43 вона передислокувалася з Франції й 28.02.43 прибула до Красногвардейська, де билася до липня 1943, коли повернулася до складу III./JG26. На час перебування 7./JG26 на півночі Росії, 4./JG54 підкорялася JG26. |
| Серпень — вересень 1943           | Схіпгол              | Bf-109G           | |
| Вересень — листопад 1943          | Вандевіль            | Bf-109G           | До листопада 1943 10. і 12./JG26 дислокувалися на Валансьєнн |
| Листопад 1943                     | Беннінгардт          | Bf-109G           | |
| Листопад 1943 — 8 січня 1944      | Менхенгладбах        | Bf-109G           | |
| 8 січня — 16 березня 1944         | Дінан                | Bf-109G           | |
| 16 березня — 18 квітня 1944       | Етен                 | Bf-109G           | |
| 18—26 квітня 1944                 | Нойбіберг            | Bf-109G           | |
| 26 квітня — 7 червня 1944         | Нансі                | Bf-109G           | |
| 7 червня — серпень 1944           | Велізі-Віллакубле    | Bf-109G           | |
| ? серпня — 15 серпня 1944         | Сар-е-Розьєр         | Bf-109G           | |
| 15—29 серпня 1944                 | Ш'євр                | Bf-109G           | |
| 29 серпня — 3 вересня 1944        | Брюссель-Евер        | Bf-109G           | |
| 3 вересня — жовтень 1944          | Менхенгладбах        | Bf-109G           | |
| Жовтень 1944                      | Беннінгардт          | Bf-109G           | |
| Жовтень — листопад 1944           | Веен                 | Bf-109G           | |
| Листопад 1944 — 14 березня 1945   | Плантлюнне           | Bf-109G/K/FW-190D | |
| 14—25 березня 1945                | Дельменгорст         | Bf-109G/K/FW-190D | |

### КомандириIII./JG26
| Гауптман | Вальтер Кінітц                  | 23 вересня — 31 жовтня 1939       | |
| майор    | Ернст-Гельмут фрейхерр фон Берг | 1 листопада 1939 — 5 червня 1940  | |
| майор    | Адольф Галланд                  | 6 червня — 20 серпня 1940         | Призначений командиром JG26 |
| майор    | Герхард Шепфель                 | 21 серпня 1940 — 5 грудня 1941    | Призначений командиром JG26 |
| гауптман | Йозеф Пріллер                   | 6 грудня 1941 — 10 січня 1943     | Призначений командиром JG26 |
| майор    | Фрідріх Гайссгардт              | 11 січня — 6 квітня 1943          | 5 квітня 1943 у повітряному бою під час нальоту американських «Летучих фортець» отримав важке поранення; наступного дня помер. |
| гауптман | Курт Рупперт                    | 6 квітня — 13 червня 1943         | |
| гауптман | Рольф Гарміхен                  | 15 червня — 4 липня 1943          | Призначений командиром 3./JG26                                                                                                 |
| майор    | Клаус Митуш                     | 5 липня 1943 — 17 вересня 1944    | 17 вересня 1944 загинув у бою з американськими льотчиками поблизу Альдекерк під час операції «Маркет-Гарден»                   |
| гауптман | Пауль Шаудер                    | 18 — 26 вересня 1944              | |
| гауптман | Вальтер Крупінскі               | 26 вересня 1944 — 25 березня 1945 | |

4-та винищувальна група 26-ї винищувальної ескадри «Шлагетер» (IV./JG26)
4-та винищувальна група 26-ї винищувальної ескадри «Шлагетер» (IV./JG26) сформована 25 лютого 1945 року у Варрельбуш (Клоппенбург) на основі III./JG54. Основні підрозділи формувалися відповідно: штаб IV./JG26 з штабу III./JG54, штафелі (ескадрильї) 13./JG26 з 10./JG54, 14./JG26 з 11./JG54, 15./JG26 з 9./JG54. 17 квітня 1945 року група IV./JG26 розформована.

### Райони бойових дій та дислокаціїIV./JG26
| 25 лютого — 24 березня 1945 | Варрельбуш (Клоппенбург)       | FW-190D |
| 25 березня — 3 квітня 1945  | Біссель                        | FW-190D |
| 3—5 квітня 1945             | Варрельбуш (Клоппенбург)       | FW-190D |
| 5—10 квітня 1945            | Дедельсторф                    | FW-190D |
| 10—17 квітня 1945           | Кляйн-Куммерфельд (Ноймюнстер) | FW-190D |

### КомандириIV./JG26
| майор | Рудольф Клемм | 25 лютого — 17 квітня 1945 |  |

10-та окрема нічна винищувальна ескадрилья 26-ї винищувальної ескадри «Шлагетер» (10.(Nacht)/JG26)
10-та окрема нічна винищувальна ескадрилья 26-ї винищувальної ескадри «Шлагетер» (10.(Nacht)/JG26) сформована 1 вересня 1939 року на військовому аеродромі Бонн-Гангелар на основі 11.(N)/LG2. На озброєнні ескадрильї основними літаками були застарілі винищувачі Messerschmitt Bf-109D та біплани Ar 68. 12 листопада 1939 року авіаескадрилья переведена до Еверу для забезпечення протиповітряного захисту військово-морської бази у Вільгельмсгафені, де оперативно підпорядкувалася командиру JG1.
18 лютого 1940 увійшла до складу IV.(N)/JG2 з одночасним перейменуванням на 12./JG2.
10-та окрема ескадрилья винищувачів-бомбардувальників 26-ї винищувальної ескадри «Шлагетер» (10.(Jabo)/JG26)
10-та окрема ескадрилья винищувачів-бомбардувальників 26-ї винищувальної ескадри «Шлагетер» (10.(Jabo)/JG26) сформована 10 березня 1942 року на аеродромах окупованої Франції Сент-Омер—Арк. На озброєнні ескадрильї основними літаками були 15 винищувачів Messerschmitt Bf-109E. Основним призначенням 10.(Jabo)/JG26 було ведення рейдових дій проти об'єктів на території південно-східного узбережжя Англії. 26 травня 1942 року 10-та ескадрилья, разом з 10.(Jabo)/JG54, перемістилася до Нормандії на аеродроми Карпіке і Кан, де увійшла до складу JaFü 3.
18 червня ескадрилья виведена до Ле Бурже, де її переозброїли на FW-190A. 10 липня, після завершення підготовки пілотів на нових літаках, ескадрилья повернулася до Карпіке-Кан.
19 серпня 1942 взяла найактивнішу участь у битві з британськими та канадськими військами, що висадилися в Дьєпі. Надалі продовжувала виконувати завдання по нанесенню бомбо-штурмових ударів по території південно-східної Англії. 14 листопада 10.(Jabo)/JG26 перекинута на військовий аеродром Істр під Марселем; брала участь в окупації французької території Віші.
17 лютого 1943 перейменована на 10.(Jabo)/JG54. За час існування 10-та ескадрилья втратила 14 літаків, 9 пілотів загинуло, 2 потрапили у полон, ще двоє отримали поранення.

### Райони бойових дій та дислокації10.(Jabo)/JG26
| 10 березня — 26 травня 1942     | Сент-Омер/Арк      | Bf-109E         | —                                                                         |
| 26 травня — 18 червня 1942      | Карпіке/Кан        | Bf-109E         | —                                                                         |
| 18 червня — 10 липня 1942       | Ле Бурже           | Bf-109E/FW-190A | —                                                                         |
| 10—27 липня 1942                | Карпіке/Кан        | FW-190A         | Частина ескадрильї перебувала на аеродромах Карпіке/Кан ще з березня 1942 |
| 27 липня — 10 серпня 1942       | Сент-Андре-де-л'Ер | FW-190A         | —                                                                         |
| 10 серпня — 14 листопада 1942   | Сент-Омер/Візерн   | FW-190A         | —                                                                         |
| 14 листопада — 18 грудня 1942   | Істр               | FW-190A         | —                                                                         |
| 18 грудня 1942 — 17 лютого 1943 | Сент-Омер/Візерн   | FW-190A         | —                                                                         |

11-та окрема ескадрилья висотних винищувачів 26-ї винищувальної ескадри «Шлагетер» (11.(Höh)/JG26)
11-та окрема ескадрилья висотних винищувачів 26-ї винищувальної ескадри «Шлагетер» (11.(Höhenjägerstaffel)/JG26) сформована 8 серпня 1942 року в Норран-Фонті. 4 листопада 1942 перебазувалася до Мюнхена, звідси 6 листопада прибула до Барі, й далі до Трапані на північному заході Сицилії. Основним завданням ескадрильї був захист німецько-італійських транспортних конвоїв на Середземному морі у підпорядкування II./JG51. З 24 листопада 1942 діяла з Ель-Аоуйна та Джедейда у Тунісі. Незабаром аеродром Джедейда, де базувалася (11.(Höh)/JG26), піддався танковій атаці американців, більшість літаків була втрачена, звідси тільки 4 винищувачі та 8 пілотів спромоглися втекти до Ель-Аоуйна. 2 грудня 1942 залишки ескадрильї передислокувалися до Тунісу, а 17 числа знову повернулася до аеродрому Ель-Аоуйна. 4 січня 1943 ескадрилья розформована, її особовий склад та техніка увійшли до складу II./JG51.
11-та навчальна ескадрилья 26-ї винищувальної ескадри «Шлагетер» (11./JG26 (Endausbildungsstaffel) була сформована у Монші-Бретон вже 10 грудня 1942, як навчальний підрозділ у складі ескадри, з тим самим номером. Основним призначенням ескадрильї була завершальна стадія бойової підготовки льотчиків, що прибували до JG26. Зрідка підрозділ залучався до виконання бойових завдань. 17 лютого 1943, коли I./JG26 відправили на Східний фронт, 11./JG26 лишилася разом з основними підрозділами у Франції й була переведена до 54-ї винищувальної ескадри, де отримала номер 11./JG54. З 1 жовтня 1943 повернули до складу 26-ї ескадри, де включена до III./JG26.

### Райони бойових дій та дислокації11.(Höh)/JG26
| 8 серпня — 2 листопада 1942   | Норран-Фонт   | Bf-109G |
| 2—6 листопада 1942            | Менхенгладбах | Bf-109G |
| 6—11 листопада 1942           | Барі          | Bf-109G |
| 11—24 листопада 1942          | Трапані       | Bf-109G |
| 24—25 листопада 1942          | Ель-Аоуйна    | Bf-109G |
| 25 листопада 1942             | Джедейда      | Bf-109G |
| 25 листопада — 2 грудня 1942  | Ель-Аоуйна    | Bf-109G |
| 2—17 грудня 1942              | Туніс         | Bf-109G |
| 17 грудня 1942 — 4 січня 1943 | Ель-Аоуйна    | Bf-109G |

12-та окрема ескадрилья 26-ї винищувальної ескадри «Шлагетер» (12./JG26)
12-та окрема ескадрилья 26-ї винищувальної ескадри «Шлагетер» (12./JG26) сформована 11 квітня 1943 року на території Бельгії у Вевельгемі на основі підрозділів III./JG26. Райони базування окремої ескадрильї були на аеродромах, разом з III./JG26, до складу якої 12./JG26 офіційно була включена 1 жовтня 1943.
навчально-бойова група 26-ї винищувальної ескадри «Шлагетер» (Ergänzungsgruppe або Erg.Gr.JG26)
Навчально-бойова група 26-ї винищувальної ескадри «Шлагетер» (Ergänzungsgruppe або Erg.Gr.JG26) сформована 26 вересня 1940 року в Реймс-Бетені на основі підрозділів JG26 та навчальної винищувальної групи «Мерзебург» (нім. "Ergänzungs-Jagdgruppe Merseburg"). 5 березня 1941 розгорнута до повноцінної авіагрупи, з розгортанням штабу, підрозділів: навчальна ескадрилья (Einsatzstaffel/JG26), тренувальна ескадрилья (Ausbildungsstaffel/JG26) на основі Erg.Sta./JG26. 27 січня 1942 Einsatzstaffel/JG26 переформована на 11./JG1, а Ausbildungsstaffel/JG26 на 2./EJGr.West.

### Райони бойових дій та дислокаціїErg.Gr.JG26
| Вересень — жовтень 1940        | Реймс-Бетені  | Bf-109E   | — |
| Жовтень — листопад 1940        | Сент-Омер/Арк | Bf-109E   | — |
| Листопад 1940 — січень 1941    | Коньяк        | Bf-109E   | — |
| Січень — 4 березня 1941        | Дьєпп         | Bf-109E   | — |
| 5 березня 1941 — 27 січня 1942 | Коньяк        | Bf-109E/F | 1./Erg.Gr.JG26 дислокувалася в Дьєппі (05.03.41 — 06.41), Вевельгемі (06.41 — 10.41), Мальдегемі (10.41 — 12.41) і у Бресті-Південь (12.41 — 27.01.42) |

### КомандириErg.Gr.JG26
| Оберлейтенант | Губертус фон Холті | Вересень 1940 — 17 травня 1941 |  |
| Гауптман      | Фрідріх Фромме     | 17 травня 1941 — 27 січня 1942 |  |

## КавалериЛицарського хреста Залізного хрестаJG26
| Ім'я                        | Звання          | Лицарського хреста | Лицарського хреста з дубовим листям | Лицарського хреста з дубовим листям та мечами | Лицарського хреста з дубовим листям, мечами та діамантами |
| --------------------------- | --------------- | ------------------ | ----------------------------------- | --------------------------------------------- | --------------------------------------------------------- |
| Вальтер Адольф              | гауптман        | 13 листопада 1940  |                                     |                                               |                                                           |
| Карл Борріс                 | майор           | 25 листопада 1944  |                                     |                                               |                                                           |
| Ганс Дортенманн             | оберлейтенант   | 20 квітня 1945     |                                     |                                               |                                                           |
| Гайнц Ебелінг               | лейтенант       | 5 листопада 1940   |                                     |                                               |                                                           |
| Адольф Галланд              | майор           | 29 липня 1940      | 24 вересня 1940                     | 21 червня 1941                                | 28 січня 1942                                             |
| Вільгельм-Фердинанд Галланд | гауптман        | 18 травня 1943     |                                     |                                               |                                                           |
| Адольф Глюнц                | оберфельдфебель | 29 серпня 1943     | 24 червня 1944                      |                                               |                                                           |
| Альфред Гросс               | лейтенант       | 20 квітня 1945     |                                     |                                               |                                                           |
| Карл-Вільгельм Гофманн      | лейтенант       | 24 жовтня 1944     |                                     |                                               |                                                           |
| Вільгельм Маейр             | лейтенант       | 12 березня 1945*   |                                     |                                               |                                                           |
| Йоханн-Германн Маейер       | лейтенант       | 16 грудня 1944     |                                     |                                               |                                                           |
| Клаус Митуш                 | гауптман        | 26 березня 1944    | 18 листопада 1944*                  |                                               |                                                           |
| Йоахім Мюнхеберг            | оберлейтенант   | 14 вересня 1940    | 7 травня 1941                       | 9 вересня 1942                                |                                                           |
| Йозеф Пріллер               | оберлейтенант   | 19 жовтня 1940     | 20 липня 1941                       | 2 липня 1944                                  |                                                           |
| Вальдемар Раденер           | оберлейтенант   | 12 березня 1945    |                                     |                                               |                                                           |
| Йоханн Шмід                 | гауптман        | 21 серпня 1941     |                                     |                                               |                                                           |
| Герхард Шепфель             | гауптман        | 11 вересня 1940    |                                     |                                               |                                                           |
| Йоханнес Зейферт            | гауптман        | 7 червня 1942      |                                     |                                               |                                                           |
| Густав Шприк                | лейтенант       | жовтня 1940        |                                     |                                               |                                                           |
| Гайнц-Герхард Вогт          | лейтенант       | 25 листопада 1944  |                                     |                                               |                                                           |
| Карл Вілліус                | лейтенант       | 9 червня 1944      |                                     |                                               |                                                           |

Відмічені знаком «*», отримали нагороду посмертно

## Відомі військові
- Адольф Галланд — один з найрезультативніших асів Люфтваффе, здобув 104 перемоги у боях. Кавалер Лицарського хреста Залізного хреста з Дубовим листям, Мечами та Діамантами, генерал-лейтенант авіації.
- Едуард Ріттер фон Шляйх — один із найвідоміших асів Першої світової війни, здобув 35 перемог у боях.
- Йоганнес Штайнгофф — один з найрезультативніших асів Люфтваффе, здобув 176 перемог у повітряних боях. Оберст (1945) Люфтваффе. Кавалер Лицарського хреста Залізного хреста з Дубовим листям та Мечами (1945). Після створення Бундесверу — один з керівників створення військово-повітряних сил Західної Німеччини, де пройшов шлях до генерала авіації Люфтваффе. Голова військового комітету НАТО (з 1971 по 1974 роки). На його честь названі казарми Бундесверу (нім. General-Steinhoff-Kaserne) в 1994 році та 73-тя винищувальна ескадрилья «Штайнгофф»[de] ВПС Німеччини (нім. Jagdgeschwader 73 "Steinhoff") (з 1997 року).